# Нодальная точка

Расположение двух нодальных точек для толстой линзы.

Нодальная точка — одна из двух гауссовых точек, описывающих поведение идеальной оптической системы, симметричной относительно оси. Луч, направленный в переднюю нодальную точку, выйдет из оптической системы так, что будет лежать на луче, исходящем из задней нодальной точки, причём угол между выходящим лучом и оптической осью совпадает с углом между входящим лучом и осью.

В фотографии нодальной точкой часто ошибочно называют беспараллаксную точку, вокруг которой следует вращать объектив при съёмке панорам из отдельных кадров для предотвращения параллаксных искажений. Такой точке ближе всего соответствует входной зрачок объектива.